# 黑龙江省人民代表大会
黑龙江省人民代表大会，简称黑龙江省人大，是中华人民共和国黑龙江省的地方国家权力机关。其常设机构为黑龙江省人民代表大会常务委员会。